# Monodelphis rubida
Monodelphis rubida är en pungdjursart som först beskrevs av Oldfield Thomas 1899. Monodelphis rubida ingår i släktet pungnäbbmöss och familjen pungråttor. IUCN kategoriserar arten globalt som otillräckligt studerad. Inga underarter finns listade.
Pungdjuret förekommer i centrala Brasilien i delstaterna Goiás, Minas Gerais och São Paulo. Arten vistas på marken.